# Бриннанд, Мойра
Мойра Марта Бриннанд (исп. Moira Martha Brinnand, 10 мая 1962) — аргентинская хоккеистка (хоккей на траве), полевой игрок. Чемпионка Панамериканских игр 1987 года. Участвовала в летних Олимпийских играх 1988 года.

## Биография
Мойра Бриннанд родилась 10 мая 1962 года.
В составе сборной Аргентины в 1981 году участвовала в чемпионате мира в Буэнос-Айресе, где хозяйки заняли 6-е место, в 1986 году — в чемпионате мира в Амстелвене (7-е место).
В 1987 году завоевала золотую медаль Панамериканских игр в Индианаполисе.
В 1988 году вошла в состав женской сборной Аргентины по хоккею на траве на летних Олимпийских играх в Сеуле, занявшей 7-е место. Играла в поле, провела 5 матчей, забила 1 мяч в ворота сборной США.